# Hypoxis glabella
Hypoxis glabella är en enhjärtbladig växtart som beskrevs av Robert Brown. Hypoxis glabella ingår i släktet Hypoxis och familjen Hypoxidaceae.

## Underarter
Arten delas in i följande underarter:
- H. g. glabella
- H. g. leptantha